# Ferenc Sas
Ferenc Sas, nascut Ferenc Sohn, i conegut a l'argentina com Francisco Sas Sohn, (Budapest, 16 d'agost de 1915 - Buenos Aires, 3 de setembre de 1988), fou un futbolista hongarès de la dècada de 1930, d'ascendència jueva. Va hongaritzar el seu cognom Sohn en Sas, la paraula hongaresa que significa àliga.

## Trajectòria

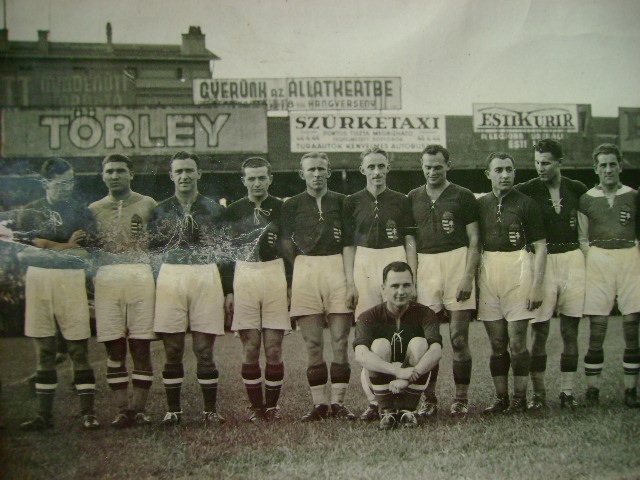
Ferenc Sas (dreta) amb la selecció d'Hongria.

Fou jugador del club Hungária MTK FC entre 1934 i 1938. Fou company de Pál Titkos i l'austríac Heinrich "Wudi" Müller, i entrenat per Alfréd Schaffer. Amb aquest equip guanyà els campionats de 1936 i 1937. Jugà amb la selecció hongaresa entre 1936 i 1938, i jugà el Mundial de 1938. Després del Mundial emigrà a l'Argentina, on es convertí en jugador del CA Boca Juniors. Guanyà el campionat argentí de 1940. Posteriorment jugà a Argentinos Juniors i al Maccabi de Buenos Aires.

## Palmarès
- Lliga hongaresa de futbol: 1936, 1937
- Lliga argentina de futbol: 1940